# Евангелическая лютеранская церковь в Намибии
Объединённая евангелическая церковь Намибии (англ. Evangelical Lutheran Church in Namibia) — лютеранская община Намибии. Крупнейшее религиозное объединение в стране, насчитывающее свыше 600 тыс. прихожан. Берёт своё начало с 1842 года, когда первые немецкие миссионеры с берегов Рейна вступили на территорию Намибии. C 1870 начала действовать финская миссия. В 1883 впервые начало активно креститься местное население из народности овамбо. В 1954 намибийские лютеране обрели независимость и стали называться Евангелическая лютеранская церковь Овамбо Каванго, а в 1984 их церковь приобрела современное название.
Пастором намибийской Евангелической лютеранской церкви был известный политик овамбо, президент партии DTA Корнелиус Нджоба.

## Современность
Намибийские лютеране выступают против дискриминации ЛГБТ.